# Рохеліо Марсело
Рохеліо Марсело (ісп. Rogelio Marcelo García; нар. 11 червня 1965, Гуантанамо , Куба) — кубинський боксер-любитель, що виступав у першій найлегшій ваговій категорії. Олімпійський чемпіон 1992 року, чемпіон Панамериканських ігор 1991, призер чемпіонатів світу.

## Аматорська кар'єра
Олімпійські ігри 1992 
- 1/16 фіналу. Переміг Мфамасібілі Мнісі (Швейцарія) RCS
- 1/8 фіналу. Переміг Ерденентсогта Тсогтджаргала (Монголія) 14-2
- 1/4 фіналу. Переміг Рафаеля Лозано (Іспанія) 11-3
- 1/2 фіналу. Переміг Роеля Веласко (Філіппіни) RSC
- Фінал. Переміг Данієла Петрова (Болгарія) 24-10